# Dialeurolonga pauliani
Dialeurolonga pauliani là một loài côn trùng cánh nửa trong họ Aleyrodidae, phân họ Aleyrodinae.
Dialeurolonga pauliani được Takahashi miêu tả khoa học đầu tiên năm 1951.